# 1492 (canção)
"1492" é uma canção escrita por Adam Duritz, gravada pela banda Counting Crows.
É o primeiro single do quinto álbum de estúdio lançado em 2008, Saturday Nights & Sunday Mornings.